# 제도보장
제도보장 혹은 제도적 보장이란 객관적 제도를 헌법에 규정함으로써 당해 제도의 본질을 보장하려는 것이다. 제도보장을 곧 제도의 본질, 중핵을 헌법에 규정함으로써 일반적인 입법에 의한 폐지나 본질의 훼손으로부터 이를 보호하려는 점에 그 의의가 있다.

## 법적 성격

### 객관적 법규범성
기본권은 개인의 주관적인 권리인 데 반하여, 제도보장은 국가 내에서 국가의 법질서에 의하여 비로소 인정된 제도이므로 기본권에서와 같은 배분의 원리가 적용되지 않고 주관적 권리가 아닌 객관적 법규범이다. 

### 기존제도의 보장성
제도보장의 대상이 되는 제도는 역사적으로 형성된 기존의 제도이어야지 헌법의 규정에 의하여 비로소 형성된 제도는 그 대상이 될 수 없다. 

### 최소한의 보장성
기본권은 최대한 보장을 하여야 하나, 제도보장은 특정한 제도의 본질에 대한 최소한의 보장을 하기만 하면 된다. 

## 제도보장론의 역사
제도보장론은 M. Wolff가 ‘1919년 바이마르공화국헌법 제153조의 재산권’조항에 대하여 ‘재산권에 대한 제도보장적 보장’이라는 표현에서 출발했으며, C. Schmitt가 기본권과 관련한 일반헌법이론으로 체계화시켰다. C. Schmitt는 이른바 ‘자유권’만을 기본권으로 이해하는 입장이었다. 그런데, 바이마르헌법에는 자유권外에도 여러 가지 기본권이 규정되어 있었고, 천부적이며 前국가적 권리인 ‘자유권’과는 본질적으로 다른 여타 기본권의 보호문제를 이론적으로 설명하기 위해 제도보장론을 정리했다.